# Kane (Band)
Kane war der Name einer niederländischen Pop-Rock-Band aus Den Haag, die 1998 gegründet wurde und sich 2014 auflöste. Kane gehörte zu den erfolgreichsten Bands ihres Heimatlandes. Jedoch war der Erfolg ausschließlich auf die Niederlande und Belgien beschränkt. In Deutschland war die Band weitgehend unbekannt.

## Bandgeschichte
Kane wurde 1998 von den zwei Niederländern Dinand Woesthoff (Gesang, Gitarre) und Dennis van Leeuwen (Gitarre) gegründet, die beide auch die einzigen Mitglieder blieben, die konstant in der Gruppe blieben. Die restlichen Mitglieder wechselten sehr häufig. Die erste Besetzung bestand neben Westhoeff und van Leeuwen aus Tony Cornelissen (Gitarre, Gesang), Paul Jan Bakker (Gitarre), Aram Kersbergen (Bass), Martijn Bosman (Schlagzeug) und Ronald Kool (Keyboards). Nach drei Monaten wurde die Band, die vor allem melodiösen Gitarrenrock bietet, vom Majorlabel BMG Niederlande unter Vertrag genommen. Bereits ihre erste Single Where Do I Go Now platzierte sich in den niederländischen Charts und erhielt massives Radio-Airplay. Im Januar 2000 erschien ihr erstes Album As Long As You Want This, das Platz drei der niederländischen Albumcharts erreicht und binnen sechs Monaten mit einer Platin-Schallplatte ausgezeichnet wurde.
Im Sommer spielte die Band auf den niederländischen Festivals Pinkpop, Parkpop, World Harbour und Haagse Koninginnenach sowie beim Enschede-Benefizkonzert, in Belgien auf dem Maktrock Festival und in Deutschland auf der Expo 2000 in Hannover. Für Bon Jovi eröffneten sie in Amsterdam. Am 29. Oktober 2001 folgte das zweite Album So Glad You Made It, das Platz 2 der niederländischen Albencharts erreicht. Bei den MTV Europe Music Awards werden sie zweimal zum best Dutch Act gekürt.
2002 begleitete Kane die Simple Minds im Vorprogramm ihrer Deutschlandtournee. 2003 erreichen sie mit ihrem Remixalbum What If erstmals Platz 1 der niederländischen Charts. Auf What If befindet sich außerdem die Single Something to Say, die als einzige sich auch in den deutschen Singlecharts platzieren konnte. Sie erreichte Platz am 29. August 2005 Platz 86. Das Album, das vor allem elektronische Varianten der Songs der ersten beiden Alben erhielt, enthielt ein Remake von Rain Down on Me, dessen Version Platz 38 der britischen Charts erreichte sowie einen Remix von Tiësto des gleichnamigen Songs, der 2004 Nummer-eins-Hit in den belgischen Charts für Flandern wurde. Platz 1 in den niederländischen Albencharts gelang ihnen außerdem mit den beiden folgenden Alben Fearless (2005) und Everything You Want (2008). Fearless enthielt den Song Dreamer, den Dinand Woesthoff seiner Ehefrau, der Schauspielerin Guusje Nederhorst widmete, die am 29. Januar 2004 an Brustkrebs verstarb. Der Song wurde ebenfalls ein Nummer-eins-Hit. Obwohl er sich auf dem Kane-Album befand, wird auf der Single nur Woesthoff als Interpret genannt.
2009 erschien No Surrender und 2012 Come Together. Die Band löste sich im Jahr 2014 nach 16 Jahren auf. Während ihrer Karriere gewannen sie sechs Mal den niederländischen Musikpreis Edison.

## Diskografie

### Studioalben
| Jahr | Titel Musiklabel                           | Höchstplatzierung, Gesamtwochen, AuszeichnungChartplatzierungen (Jahr, Titel, Musiklabel, Platzierungen, Wochen, Auszeichnungen, Anmerkungen) | Höchstplatzierung, Gesamtwochen, AuszeichnungChartplatzierungen (Jahr, Titel, Musiklabel, Platzierungen, Wochen, Auszeichnungen, Anmerkungen) | Anmerkungen                               |
| Jahr | Titel Musiklabel                           | NL | BEF | Anmerkungen                               |
| ---- | ------------------------------------------ | --- | --- | ----------------------------------------- |
| 2000 | As Long As You Want This RCA               | NL2 ×2Doppelplatin · (105 Wo.)NL | — | Erstveröffentlichung am 28. Januar 2000   |
| 2001 | So Glad You Made It RCA                    | NL2 Platin · (82 Wo.)NL | — | Erstveröffentlichung am 30. Oktober 2001  |
| 2003 | What If RCA                                | NL1 Gold · (52 Wo.)NL | BEF24 (18 Wo.)BEF | Erstveröffentlichung am 17. Juni 2003     |
| 2005 | Fearless RCA                               | NL1 Platin · (38 Wo.)NL | BEF9 (20 Wo.)BEF | Erstveröffentlichung am 23. Mai 2005      |
| 2008 | Everything You Want Universal Records/KANE | NL1 Gold · (23 Wo.)NL | BEF25 (8 Wo.)BEF | Erstveröffentlichung am 9. Mai 2008       |
| 2009 | No Surrender Universal Records/KANE        | NL2 Platin · (66 Wo.)NL | BEF89 (1 Wo.)BEF | Erstveröffentlichung am 27. November 2009 |
| 2012 | Come Together Universal Records/KANE       | NL3 Gold · (21 Wo.)NL | BEF64 (8 Wo.)BEF | Erstveröffentlichung am 23. November 2012 |

### Livealben
| Jahr | Titel Musiklabel               | Höchstplatzierung, Gesamtwochen, AuszeichnungChartplatzierungen (Jahr, Titel, Musiklabel, Platzierungen, Wochen, Auszeichnungen, Anmerkungen) | Höchstplatzierung, Gesamtwochen, AuszeichnungChartplatzierungen (Jahr, Titel, Musiklabel, Platzierungen, Wochen, Auszeichnungen, Anmerkungen) | Anmerkungen                               |
| Jahr | Titel Musiklabel               | NL | BEF | Anmerkungen                               |
| ---- | ------------------------------ | --- | --- | ----------------------------------------- |
| 2000 | With or Without You RCA        | NL22 Gold · (13 Wo.)NL | — | Erstveröffentlichung im Dezember 2000     |
| 2003 | Live in Rotterdam BMG          | NL— GoldNL | — |                                           |
| 2004 | February RCA                   | NL2 (26 Wo.)NL | — | Erstveröffentlichung am 3. Mai 2004       |
| 2005 | Live 05 BMG                    | — | — |                                           |
| 2008 | De Kuip Live Universal Records | NL21 (7 Wo.)NL | — | Erstveröffentlichung im Dezember 2008     |
| 2024 | Re/Connect Live Sony           | NL13 (1 Wo.)NL | — | Erstveröffentlichung am 28. November 2024 |

### Kompilationen
| Jahr | Titel Musiklabel            | Höchstplatzierung, Gesamtwochen, AuszeichnungChartplatzierungen (Jahr, Titel, Musiklabel, Platzierungen, Wochen, Auszeichnungen, Anmerkungen) | Höchstplatzierung, Gesamtwochen, AuszeichnungChartplatzierungen (Jahr, Titel, Musiklabel, Platzierungen, Wochen, Auszeichnungen, Anmerkungen) | Anmerkungen                           |
| Jahr | Titel Musiklabel            | NL | BEF | Anmerkungen                           |
| ---- | --------------------------- | --- | --- | ------------------------------------- |
| 2011 | Singles Only Universal/KANE | NL2 Gold · (27 Wo.)NL | — | Erstveröffentlichung am 11. März 2011 |

### Singles
| Jahr | Titel Album                                       | Höchstplatzierung, Gesamtwochen, AuszeichnungChartplatzierungen (Jahr, Titel, Album, Platzierungen, Wochen, Auszeichnungen, Anmerkungen) | Höchstplatzierung, Gesamtwochen, AuszeichnungChartplatzierungen (Jahr, Titel, Album, Platzierungen, Wochen, Auszeichnungen, Anmerkungen) | Höchstplatzierung, Gesamtwochen, AuszeichnungChartplatzierungen (Jahr, Titel, Album, Platzierungen, Wochen, Auszeichnungen, Anmerkungen) | Höchstplatzierung, Gesamtwochen, AuszeichnungChartplatzierungen (Jahr, Titel, Album, Platzierungen, Wochen, Auszeichnungen, Anmerkungen) | Anmerkungen                                                                  |
| Jahr | Titel Album                                       | NL | BEF | DE | UK | Anmerkungen                                                                  |
| ---- | ------------------------------------------------- | --- | --- | --- | --- | ---------------------------------------------------------------------------- |
| 1999 | Where Do I Go Now As Long as You Want This        | NL29 (4 Wo.)NL | — | — | — |                                                                              |
| 1999 | Damn Those Eyes As Long as You Want This          | NL26 (7 Wo.)NL | — | — | — |                                                                              |
| 2000 | I Will Keep My Head Down As Long as You Want This | NL12 (12 Wo.)NL | — | — | — |                                                                              |
| 2000 | Can You Handle Me As Long as You Want This        | NL10 (13 Wo.)NL | — | — | — |                                                                              |
| 2001 | So Glad You Made It                               | NL4 (9 Wo.)NL | — | — | — |                                                                              |
| 2001 | Let It Be So Glad You Made It                     | NL10 (9 Wo.)NL | — | — | — |                                                                              |
| 2002 | Rain Down on Me So Glad You Made It               | NL14 (8 Wo.)NL | — | — | — |                                                                              |
| 2002 | Hold on to the World So Glad You Made It          | NL25 (4 Wo.)NL | — | — | — |                                                                              |
| 2003 | My Best Wasn’t Good Enough What If                | NL5 (14 Wo.)NL | — | — | — |                                                                              |
| 2003 | Before You Let Me Go What If                      | NL4 (10 Wo.)NL | — | — | — | feat. Ilse DeLange                                                           |
| 2003 | Rain Down on Me (Tiësto Remix) What If            | NL6 (12 Wo.)NL | BEF1 (20 Wo.)BEF | — | — | Remix von Tiësto                                                             |
| 2004 | Dreamer (Gussie’s Song) Fearless                  | NL1 (10 Wo.)NL | — | — | — | als Solo-Single von Dinand Woesthoff ausgewiesen                             |
| 2004 | Rain Down on Me What If                           | — | — | — | UK38 (2 Wo.)UK |                                                                              |
| 2004 | My Heart’s Desire February                        | NL69 (1 Wo.)NL | — | — | — | keine Single                                                                 |
| 2005 | Something to Say Fearless                         | NL1 (16 Wo.)NL | — | DE86 (1 Wo.)DE | — |                                                                              |
| 2005 | Fearless                                          | NL1 (10 Wo.)NL | — | — | — |                                                                              |
| 2005 | All I Can Do Fearless                             | NL12 (8 Wo.)NL | — | — | — |                                                                              |
| 2006 | Believe It Fearless                               | NL4 (9 Wo.)NL | — | — | — |                                                                              |
| 2008 | Catwalk Criminal Everything You Want              | NL4 (6 Wo.)NL | — | — | — |                                                                              |
| 2008 | Shot of a Gun Everything You Want                 | NL1 (15 Wo.)NL | — | — | — |                                                                              |
| 2008 | Wanna Make It Happen Everything You Want          | NL34 (34 Wo.)NL | — | — | — |                                                                              |
| 2008 | It’s London Calling Everything You Want           | NL10 (7 Wo.)NL | — | — | — |                                                                              |
| 2009 | No Surrender                                      | NL3 (21 Wo.)NL | — | — | — | Charterhebung erfolgte mit der 2010er Version zusammen                       |
| 2010 | No Surrender (Live) No Surrender                  | NL3 (21 Wo.)NL | — | — | — | mit Carice van Houten Charterhebung erfolgte mit der 2009er Version zusammen |
| 2010 | Love Over Healing No Surrender                    | NL20 (9 Wo.)NL | — | — | — |                                                                              |
| 2010 | In Over My Head No Surrender                      | NL27 (8 Wo.)NL | — | — | — |                                                                              |
| 2010 | Scream No Surrender                               | NL50 (7 Wo.)NL | — | — | — |                                                                              |
| 2010 | High Places No Surrender                          | NL13 (11 Wo.)NL | — | — | — | mit Ilse DeLange                                                             |
| 2012 | Come Together                                     | NL16 (10 Wo.)NL | — | — | — |                                                                              |
| 2013 | I Love This City Come Together                    | NL31 (2 Wo.)NL | — | — | — |                                                                              |
| 2013 | First Crash Overthrow Come Together               | NL30 (8 Wo.)NL | — | — | — | feat. Tim Wes                                                                |
| 2023 | What Are You Waiting For? –                       | NL33 (5 Wo.)NL | — | — | — | Erstveröffentlichung: 26. September 2023                                     |